# Margaret Doody
Pour les articles homonymes, voir Doody.
Margaret Anne Doody, née le 21 septembre 1939 à Saint-Jean, dans la province du Nouveau-Brunswick, est un professeur de littérature anglaise de l’Université Notre-Dame-du-Lac de l’Indiana et un auteur canadien de sept romans policiers historiques ayant pour héros le philosophe grec Aristote. Elle a contribué à mettre sur pied le programme du doctorat de littérature de l'université, qu'elle a dirigé de 2001 à 2007.

## Biographie

### Parcours universitaire
Margaret Doody fait ses études supérieures à l’Université Dalhousie de Halifax, en Nouvelle-Écosse, puis elle s’inscrit à l’Université d’Oxford en 1962, cesse un an son parcours, puis le reprend et le complète de 1964 à 1968. De 1962 à 1964, elle est assistante au département d’anglais de l’Université de Victoria, en Colombie-Britannique. Elle devient maître de conférences à l’Université du Pays de Galles entre 1969 et 1976. Elle est ensuite professeur aux États-Unis à l’Université de Princeton jusqu’en 1992.
Selon le New York Times, elle démissionne de Princeton à la suite de celle de Thomas McFarland en 1989 accusé d'une agression sexuelle à l'encontre d'un étudiant. Il lui est reproché une mesure trop indulgente de suspension de un an. D'autres responsables de Princeton démissionnent Emory Elliott, ainsi que Sandra Gilbert et Valerie Smith,.
Ensuite elle assure le poste de directrice du département de littérature comparée à l’Université Vanderbilt de Nashville. Elle entre ensuite à l’Université Notre-Dame-du-Lac de l'Indiana où elle est fonde et est la première directrice du programme de doctorat en littérature.

### Travaux
Spécialiste de la littérature anglaise, Margaret Doody produit des études et des articles sur Jonathan Swift, Laurence Sterne, Samuel Richardson, Frances Burney et Jane Austen. Pour Austen, elle signe notamment l’introduction à Raison et Sentiments dans l’édition de la Oxford University Press et de celle du volume omnibus réunissant les romans chez Macmillan. Elle s’intéresse également au développement du roman comme forme littéraire comme en témoignent ses essais The True Story of the Novel (2000) et Tropic of Venice (2007).
En littérature policière, elle est l'une des premières auteurs à publier un roman policier historique à une époque où la vogue de ce sous-genre n'existait pas encore. Dès 1978, elle fait paraître Aristote détective, situé dans l'Athènes de la Grèce antique, qui met en scène le philosophe grec Aristote dans un rôle de détective à la Hercule Poirot. Aristote démasque le coupable d'un meurtre lors d'une réunion des suspects pendant la confrontation finale. Le personnage revient ensuite dans une nouvelle, mais ce n'est qu'en 2000 que Margaret Doddy signe le deuxième roman de la série qui en compte sept à ce jour.
Dans Aristote et l’Oracle de Delphes (2000), la narration est assurée cette fois par Stéphanos, le jeune disciple d'Aristote, qui accompagne son maître à Delphes pour enquêter sur la disparition de la fille d'un riche propriétaire de mines d'argent.

## Œuvres

### Romans

#### SérieAristote
- Aristotle Detective (1978) Publié en français sous le titre Aristote détective, Paris, Librairie des Champs-Élysées, Le Masque no 1638, 1981 ; réédition, Paris, 10/18, coll. Grands Détectives no 2695, 1996 [rééd. 2003]
- Aristotle and the Poetic Justice (2000) Publié en français sous le titre Aristote et l’Oracle de Delphes, Paris, 10/18, coll. Grands Détectives no 3528, 2003
- Aristotle and the Mystery of Life ou Aristotle and the Secrets of Life (2002) Publié en français sous le titre Aristote et les Secrets de la vie, Paris, 10/18, coll. Grands Détectives no 3657, 2005
- Aristotle and the Ring of Bronze (2003)
- Poison in Athens (2004) Publié en français sous le titre Aristote et les Belles d’Athènes, Paris, 10/18, coll. Grands Détectives no 3927, 2006
- Mysteries of Eleusis (2005)
- Aristotle and the Egyptian Murders (2010)

#### Autre roman
- The Alchimists (1980)

### Nouvelles

#### Nouvelle de la sérieAristote
- Aristotle and the Fatal Javelin (1980)

#### Autre nouvelle isolée
- The Tale of Edie's Teeth (1980)

### Ouvrages savants
- A Natural Passion: A Study of the Novels of Samuel Richardson (1974)
- How Shall We Sing The Lord's Song Upon an Alien Soil: the New Episcopalian Liturgy (1979)
- The Daring Muse: Augustan Poetry Reconsidered (1985)Prix Rose Mary Crawshay 1985[4]
- Frances Burney: The Life in the Works  (1996)
- The True Story of the Novel (2000)
- Tropic of Venice (2007)

## Prix et nomination

### Nomination
- Prix New Blood Dagger 1978 pour Aristotle Detective[5]